# زبان نیشی
زبان نیشی (انگلیسی: Nishi language)
نیشی (که با نام‌های نیسی، نیشَنگ، نیسی، نیشینگ، لیل، آیا، آکانگ، بانگنی-بانگرو، سولونگ نیز شناخته می‌شود) یکی از زبان‌های چینی-تبتی از شاخهٔ تانی است که در بخش پاپوم پاره، بخش سوبان سیری پایین، بخش کورونگ کومی، بخش کرا داادی، بخش کامنگ شرقی، بخش پاککه-کسانگ، بخش کامله در آروناچال پرادش و بخش دارنگ در آسام هند سخن گفته می‌شود. بر پایهٔ سرشماری هند در سال ۲۰۱۱، شمار گویشوران نیشی حدود ۲۸۰ هزار نفر است. هرچند در مناطق گوناگون تفاوت‌های زیادی وجود دارد، گویش‌های نیشی مانند آکانگ، آیا، نیشی (راگا)، تاگین به‌خوبی برای یکدیگر قابل فهم هستند، به‌جز گویش‌های کم‌جمعیت بانگنی-بانگرو و سولونگ که بسیار متفاوت از گروه نخست‌اند. واژهٔ «نیسی» گاهی به‌عنوان نام فراگیر برای زبان‌های تانی غربی به‌کار می‌رود.
نیشی زبانی با ترتیب نهاد–مفعول–فعل است.: ۸۰ 

## خاستگاه
خاستگاه اصلی این زبان به‌وسیلهٔ جرج آبراهام گریرسون به‌عنوان «دافلا» شناخته شد. او گونه‌های مختلفی را زیر یک نام مشترک جای داد که به‌عنوان گروه «آسام شمالی» شناخته می‌شد. به‌گفتهٔ او، این گونه‌ها شامل دافلا، میری و آبور بودند. دافلاها خود را «نیی-شی» می‌نامیدند. این قبایل میان درهٔ آسام و تبت زندگی می‌کردند و سپس به بخش لاخیم‌پور، سیواساگر و بخش دارنگ در آسام گسترش یافتند. ویلیام رابینسون در یادداشت‌های خود اشاره کرده که دافلاها در منطقه‌ای از ۹۲°۵۰’ تا ۹۴° عرض شمالی پراکنده بودند.
واژهٔ نیشی خود به معنای «مرد کوهستانی» است و ترکیبی از نیی («مرد») و شی («بلند/کوهستان») است.: ۴ 
آنها احتمالاً از تبار مردمانی هستند که حدود ۴۲۰۰ سال پیش از خاسی‌ها جدا شدند.

## آواشناسی
نیشی دارای یک نواختی‌ است که سه آهنگ دارد: خیزشی، خنثی و افتی.: ۱۶  این آهنگ‌ها می‌توانند بر همهٔ واکه‌ها اعمال شوند و اغلب معنای واژه را تغییر دهند:
bénam – «نگه‌داشتن»
benam – «رساندن»
bènam – «استفراغ کردن»
|            | واکه پیشین | واکه مرکزی | واکه پسین |
| ---------- | ---------- | ---------- | --------- |
| واکه بسته  | i          | ɨ          | u         |
| واکه میانی | e          | ə          | o         |
| واکه باز   |            | a          |           |

این‌ها همخوان‌های نیشی هستند. در مواردی که رسم‌الخط با آوانگاری آی‌پی‌ای متفاوت است، رسم‌الخط پررنگ شده. همخوان سایشی کامی [x] در کمتر از ده واژه در فهرست واژگان آبراهام دیده می‌شود و از نظر آوایی بودن مورد تردید است.
|              |              | همخوان دولبی | همخوان لثوی | همخوان کامی | همخوان نرم‌کامی | همخوان چاکنایی |
| ------------ | ------------ | ------------ | ----------- | ----------- | -------------- | -------------- |
| همخوان غُنّه‌ای | همخوان غُنّه‌ای | m            | n           | ɲ ⟨ny⟩      | ŋ ⟨ng⟩         |                |
| انفجاری      | بی‌واک        | p            | t           | c           | k              |                |
| انفجاری      | واک‌دار       | b            | d           | ɟ ⟨j⟩       | g              |                |
| سایشی        | سایشی        |              | s           |             | x ⟨kh⟩         | h              |
| ناسوده       | ناسوده       |              | l           | j ⟨y⟩       |                |                |
| لرزانک       | لرزانک       |              | ɾ ⟨r⟩       |             |                |                |

## دستور زبان
نیشی میان شمار، شخص و حالت دستوری تمایز می‌گذارد. این زبان دستگاه جنسیت ندارد، اما با افزودن وندهای خاص به اسم‌ها می‌توان جنسیت را نشان داد.
| شخص | مفرد | دوگانه | جمع |
| --- | ---- | ------ | --- |
| اول | ŋo   | ŋuiɲ   | ŋul |
| دوم | no   | nuiɲ   | nul |
| سوم | mɨ   | buiɲ   | bul |

شیوهٔ شمارش در اشاره به انسان‌ها و غیرانسان‌ها متفاوت است.
| انگلیسی | رومن‌نویسی   | نیشی  |
| ------- | ----------- | ----- |
| یک      | akin, aking | akin  |
| دو      | anyi, enyi  | aɲiə  |
| سه      | om          | oum   |
| چهار    | api         |       |
| پنج     | ang, ango   | aŋ(o) |

### مطالعهٔ بیشتر
Post, Mark W. (2013). [(https://www.academia.edu/4167715/Defoliating_the_Tani_Stammbaum_An_exercise_in_areal_linguistics)] مقاله‌ای ارائه‌شده در سیزدهمین همایش زبان‌های هیمالیا. کانبرا، دانشگاه ملی استرالیا، ۹ اوت.